# Cipria (programma televisivo)
Cipria è stato un programma televisivo italiano andato in onda il giovedì in prima serata, alle 20.30, su Rete 4 dal 7 ottobre 1982 al 24 febbraio 1983, con la conduzione di Enzo Tortora.

## La trasmissione

### Struttura
Il programma, ideato e condotto da Enzo Tortora per Rete 4 durante la gestione dell'emittente da parte della Arnoldo Mondadori Editore, era definito un rotocalco rosa, che si occupava di notizie e gossip proseguendo la sperimentazione che Tortora stava proponendo nello stesso periodo sulle reti RAI con Portobello con la miscela di diversi generi televisivi.
La trasmissione era suddivisa in diverse rubriche: "Conosco Cenerentola", durante la quale il conduttore proponeva al pubblico la storia di una giovane donna particolarmente meritevole per le sue doti di generosità; "Le tonsille del Palazzo", spazio dedicato ad un'intervista ad un esponente del mondo della politica italiana; "La mamma di Carlo", dedicato ai gossip sulla famiglia reale britannica alla presenza di una sosia della Regina Elisabetta II; "Una lettera d'amore", durante la quale veniva rivelato per l'appunto il contenuto di una lettera d'amore, che era conservata da anni in un cassetto.
Non mancavano i momenti musicali e comici, questi ultimi animati da due ospiti fissi: Elio Pandolfi proponeva l'ironica rubrica "La posta di Suor Candida", mentre Franca Valeri interpretava ciclicamente i "primi amori" dei personaggi famosi, tra cui Mike Bongiorno, Alberto Sordi e Bettino Craxi. Un'altra peculiarità del programma era quella, nella rubrica "Le tonsille del Palazzo", di far cantare gli uomini della politica italiana: nella prima puntata, la rubrica fu inaugurata dall'onorevole Pietro Longo, che interpretò La Vie en rose, e in seguito con Franco Nicolazzi, in quel periodo segretario del PSDI, che intonò Le foglie morte accompagnato al pianoforte da sua figlia.
La sigla strumentale era di Lelio Luttazzi, le scene di Lucio Lucentini e la regia di Gino Landi. Nella sigla finale compariva una Lory Del Santo senza veli.

### Collocazione in palinsesto
La trasmissione, della durata di 50 minuti, era di fatto una novità per l'emittente che la ospitava, Rete 4, che come la quasi totalità delle nascenti emittenti private fino ad allora proponeva quasi esclusivamente film e telefilm. Il programma, nato in una stagione durante la quale la rete di Mondadori aveva acquisito, oltre a Enzo Tortora, anche Maurizio Costanzo, fu collocato nella serata del giovedì. In risposta al rotocalco, Rai 1 decise quindi di controprogrammare Film Dossier, con Enzo Biagi, mentre nel mese di dicembre Mike Bongiorno debuttò in prima serata su Canale 5 con Superflash.